# Тесла (инструмент)
Вижте пояснителната страница за други значения на Тесла.
Тесла̀та (на английски: adze; на френски: herminette; на немски: Dechsel, Querbeil) е инструмент, използван предимно за обработката на дърво. Състои се от дървена дръжка с прикрепено метално острие със заострен ръб. За разлика от брадвата, при теслата режещият ръб е разположен напречно на дръжката. В различни варианти теслата може да има продълговата дупка, използвана за изваждане на пирони. В историята навсякъде тесловидни инструменти са използвани за земеделски дейности като мотики (англ. hoe, mattock, нем. Hacke)
Каменни тесли широко са се използвали в миналото и за дялане и обработка на камък (от по-меки видове), използвайки ги без дръжка или във вид на кирка. Бронзови (отначало – медни), а след това и железни тесли също широко са се използвали от каменоделците в древността.
Единственият народ, който постоянно е използвал теслата („токи“) като оръжие, са новозеландските маори.